# Leptolalax sungi
Espèce
Statut de conservation UICN

 DD  : Données insuffisantes
Leptolalax sungi est une espèce d'amphibiens de la famille des Megophryidae.

## Répartition
Cette espèce se rencontre :
- dans le nord du Viêt Nam dans les provinces de Vĩnh Phúc, de Yên Bái et de Lào Cai ;
- en République populaire de Chine dans la province du Guangxi.

## Description
Leptolalax sungi mesure jusqu'à 50 mm pour les mâles et jusqu'à 60 mm pour les femelles. Cette espèce a la face dorsale uniformément brun clair tacheté d'orange. Ses flancs sont marqués de noir. Sa face ventrale est blanc-crème. Son iris est vert doré iridescent.

## Étymologie
Son nom d'espèce lui a été donné en l'honneur de Cao Van Sung, professeur à l’Institute of Ecology and Biological Resources d'Hanoi, en reconnaissance de son aide pour la préservation de la biote vietnamienne.

## Publication originale
- Lathrop, Murphy, Orlov & Ho, 1998 : Two new species of. Leptolalax (Anura: Megophryidae) from northern Vietnam. Amphibia-Reptilia, vol. 19, p. 253–267 (texte intégral).